# Incubus
Incubus — американская альтернативная рок-группа.

## История
Группа была создана в калифорнийском городе Калабасасе в 1992 году одноклассниками Брэндоном Бойдом (вокал, перкуссия), Майком Айнзайгером (гитара), Алексом Катуничем, взявшим себе псевдоним «Дирк Лэнс» (бас-гитара), и Хосе Пасийясом (ударные). Начали они с фанк-рока, позаимствовав многое у Red Hot Chili Peppers. Потихоньку звучание группы трансформировалось по мере добавления в музыку элементов рэпкора и пост-гранжа. Команда с самого начала регулярно выступала на публике, катаясь с концертами по южной Калифорнии. В 1995 году в коллективе появился диджей Лайф (Гэйвин Коппелл), при участии которого на свои деньги ребята выпустили дебютный альбом Fungus Amongus.
На этот релиз обратили внимание звукозаписывающие фирмы, тем более что Incubus уже хорошо были известны в своей родной Калифорнии. Получив контракт от Immortal Records, дочернего лейбла Epic Records, парни записали дебютный мини-альбом «Enjoy incubus», состоявший в основном из переработанных демозаписей.
Полнометражный диск S.C.I.E.N.C.E. появился на следующий год, после чего Incubus отправились в турне по Штатам разогревать такие команды как Korn, Primus, 311, Sublime и Unwritten Law. Популярность группы значительно увеличилась и летом 1998 года она получила приглашение на участие в «Оззфесте». В том же году музыканты засветились и в «Family Values tour», организованном Korn. К тому времени из-за личных разногласий команду покинул диджей Лайф, а его место занял диджей Килмор. Немного отдохнув от гастролей, Incubus записали очередной альбом, Make Yourself и отправились в путь, на этот раз компанию им составили System of a Down, Snot и Limp Bizkit. После выхода сингла «Pardon Me» соответствующий попал на MTV, благодаря чему его тиражи приблизились к «платиновой» отметке. Между тем Make Yourself хотя и попал в самый конец Топ 50, но стабильно продавался и со временем диск собрал двойную «платину».
Песня «Stellar» с этой пластинки регулярно крутилась по радио и ТВ, но самым большим хитом стала композиция «Drive», пробившаяся в лучшую американскую десятку. В 2000 году Incubus вновь приняли участие в «Ozzfest», а затем сопровождали Моби в его туре «Area: One». В том же году команда выпустила в свет мини-альбом «When Incubus Attacks, Vol. 1», составленный из редких вещей, а также переиздала свою первую пластинку Fungus Amongus. Новая студийная работа под названием Morning View вышла в свет в конце 2001-го. Альбом дебютировал в американских чартах на второй позиции, доказав тем самым, что Incubus продолжают оттачивать своё мастерство. Композиции «Wish You Were Here», «Nice to Know You», и «Warning» моментально были подхвачены радиоэфиром, а сама группа отправилась в очередное турне уже в роли хедлайнеров.

## 2003-2005
Весной 2003-го пришло известие о том, что басист Дирк Лэнс покинул ряды коллектива. Однако буквально через несколько дней место бас-гитариста занял приятель Айзингера, бывший участник The Roots Бен Кенни.
Очень скоро группа выпустила свой пятый полноформатный альбом под названием A Crow Left of the Murder. Несмотря на то, что многие фанаты предрекали неудачу релиза в связи с уходом Дирка, альбом вышел на вторую строчку в чартах США, а первый сингл с альбома под названием Megalomaniac добрался до 55 строчки американского хит-парада Billboard. В 2004 году группа издала DVD "Live At Red Rocks", на котором отыгрались лучшие хиты, а также материал нового альбома. Второй сингл под названием Talk Shows On Mute покорил английских поклонников, поднявшись во многих чартах выше двадцатой строчки.
В 2005 году Incubus написали несколько саундтреков к фильму Стелс. Названия композиций: Make a Move, Admiration, Neither of Us Can See. При этом композиция Make A Move также вошла в двадцатку лучших в английских чартах.

## Состав

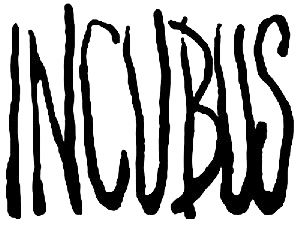
Логотип Incubus.

- Брэндон Бойд — вокал, гитара, перкуссия (1991 — настоящее время)
- Майк Айнзайгер — гитара, вокал, фортепиано (1991 — настоящее время)
- Хосе Пасильяс — ударные, перкуссия (1991 — настоящее время)
- Крис Килмор — клавиши, диджей (1998 — настоящее время)
- Бен Кенни — бас-гитара, вокал (2003 — настоящее время)

### Бывшие участники
- Дирк Лэнс (настоящее имя — Алекс Катунич) — бас-гитара (1991—2003)
- Гэйвин Коппелл — клавиши, диджей (1995—1998)

## Дискография

### Студийные альбомы
| Релиз            | Название                           | № в U.S. | № в UK |
| 1 ноября, 1995   | Fungus Amongus                     | 116      | -      |
| 7 января, 1997   | Enjoy Incubus (EP)                 | -        | -      |
| 9 сентября, 1997 | S.C.I.E.N.C.E.                     | -        | 103    |
| 26 октября, 1999 | Make Yourself                      | 47       | 83     |
| 22 августа, 2000 | When Incubus Attacks Volume 1 (EP) | 41       | -      |
| 23 октября, 2001 | Morning View                       | 2        | 15     |
| 4 февраля, 2004  | A Crow Left of the Murder...       | 2        | 6      |
| 28 ноября, 2006  | Light Grenades                     | 1        | 52     |
| 16 июня, 2009    | Monuments And Melodies             | 5        | -      |
| 12 июля, 2011    | If Not Now, When?                  | 2        | 20     |
| 27 апреля, 2017  | 8                                  |          |        |

### Синглы
| Релиз | Название                 | U.S. Billboard Hot 100 | U.S. Bubbling Under Hot 100 | U.S. Mainstream Rock Tracks | U.S. Modern Rock Tracks | U.S. Pop 100 | UK Singles Chart\|UK | Альбом                     |
| ----- | ------------------------ | ---------------------- | --------------------------- | --------------------------- | ----------------------- | ------------ | -------------------- | -------------------------- |
| 1996  | Take Me To Your Leader   | -                      | -                           | -                           | -                       | -            | -                    | Enjoy Incubus              |
| 1997  | A Certain Shade of Green | -                      | -                           | -                           | -                       | -            | -                    | S.C.I.E.N.C.E.             |
| 2000  | Pardon Me                | -                      | 2                           | 7                           | 3                       | -            | 61                   | Make Yourself              |
| 2000  | Stellar                  | -                      | 7                           | 17                          | 2                       | -            | -                    | Make Yourself              |
| 2000  | Drive                    | 9                      | -                           | 8                           | 1                       | -            | 40                   | Make Yourself              |
| 2002  | Wish You Were Here       | 60                     | -                           | 4                           | 2                       | -            | 27                   | Morning View               |
| 2002  | Nice to Know You         | -                      | 5                           | 9                           | 9                       | -            | -                    | Morning View               |
| 2002  | Warning                  | -                      | 4                           | 27                          | 3                       | -            | -                    | Morning View               |
| 2002  | Circles                  | -                      | -                           | 31                          | -                       | -            | -                    | Morning View               |
| 2002  | Are You In?              | -                      | -                           | -                           | -                       | -            | 34                   | Morning View               |
| 2004  | Megalomaniac             | 55                     | -                           | 2                           | 1                       | -            | 23                   | A Crow Left of the Murder… |
| 2004  | Talk Shows on Mute       | -                      | 16                          | 18                          | 3                       | -            | 43                   | A Crow Left of the Murder… |
| 2005  | Make a Move              | -                      | -                           | 19                          | 17                      | -            | -                    | Stealth soundtrack         |
| 2006  | Anna Molly               | 66                     | -                           | 4                           | 1                       | 81           | 109                  | Light Grenades             |
| 2007  | Dig                      | 94                     | -                           | 17                          | 4                       | 96           | -                    | Light Grenades             |
| 2007  | Love Hurts               | -                      | 3                           | 40                          | 1                       | -            | -                    | Light Grenades             |
| 2007  | Oil and Water            | -                      | -                           | 38                          | 8                       | -            | -                    | Light Grenades             |
| 2009  | Black Heart Inertia      | -                      | -                           | 7                           | 34                      | -            | -                    | Monuments & Melodies       |
| 2011  | Adolescents              | -                      | 1                           | 28                          | 3                       | -            | -                    | If Not Now, When?          |
| 2011  | Promises, Promises       | -                      | -                           | -                           | 13                      | -            | -                    | If Not Now, When?          |
| 2015  | Absolution Calling       | -                      | -                           | -                           | -                       | -            | -                    | Trust Fall (Side A)        |

## Интересные факты
- В честь Incubus была создана инди-игра Incubattle.
- Барабанщик Incubus Хосе Пасийяс в конце 2012 года провел выставку собственных картин[10].